# Convention de 1836

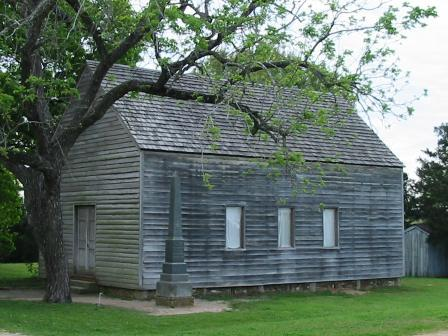
Réplique du bâtiment de Washington-on-the-Brazos où la Déclaration d'indépendance du Texas fut signée. On peut y lire l'inscription suivante: Here a Nation was born. (Ici est née une Nation.)

La Convention de 1836 est une assemblée de délégués élus qui se tient à Washington-on-the-Brazos au Texas en mars 1836. La révolution texane avait débuté cinq mois plus tôt et le gouvernement par intérim, connu sous le nom de Consultation hésitait quant à l'opportunité de déclarer l'indépendance du Texas ou à exiger le respect de la Constitution mexicaine de 1824, alors bafouée par le président mexicain, qui gouvernait à l'aide de caciques corrompus. Contrairement aux conseils texans précédents, les délégués à la Convention de 1836 étaient plus jeunes, nouvellement arrivés au Texas et plus inflexibles sur la question de l'indépendance. Ils négligèrent de demander l'avis des hispanophones installés au Texas de longue date. Alors que la Convention s'apprêtait à se réunir, le président mexicain Antonio Lopez de Santa Anna conduisit une armée au Texas pour mater la révolte; l'avant-garde de cette troupe arriva à San Antonio de Bexar le 23 février. De nombreux colons arrivés des États-Unis furent massacrés par les troupes mexicaines. La Convention convoquée le 1er mars, adopta le jour suivant la Déclaration d'indépendance du Texas, écrite par George Childress. Les délégués ont élu un gouvernement intérimaire, dirigé par le président David G. Burnet, et ont élaboré une Constitution du Texas, basée principalement sur la Constitution des États-Unis. Elle décida aussi d'abolir l'esclavage au Texas, abolition qui fut remise en cause quand le Texas entra dans l'Union.

## Source
- (en) Cet article est partiellement ou en totalité issu de l’article de Wikipédia en anglais intitulé « Convention of 1836 » (voir la liste des auteurs).